# Anthony Rageul
Anthony Rageul, dit aussi Tony, est un chercheur français, également auteur de bande dessinée et spécialiste de la bande dessinée numérique.

## Biographie
Étudiant en art plastique à l'Université de Rennes II, Anthony Rageul se spécialise dans la bande dessinée numérique et interactive. Il soutient en 2009 un mémoire dirigé par Philippe Marcelé et Joël Laurent. Pour ce mémoire il crée Prise de tête une bande dessinée numérique explorant différentes possibilités d’interaction.
Cette publication est republiée sur Le Terrier en 2010, elle est ensuite saluée l'année suivante comme une des rares BD « authentiquement numérique » par Pouria Amirshahi sur le site de la CIBDI. En 2012, elle sert de référence principale à Thierry Groensteen quand il aborde le numérique dans Bande dessinée et narration. Système de la bande dessinée 2 et est citée en exemple par le même auteur dans L'Art de la bande dessinée. En mars 2013, M le magazine du Monde publie un article sur cette oeuvre. Julien Baudry la sélectionne également parmi une vingtaine d’œuvres représentatives dans son ouvrage  Cases·Pixels, une histoire de la BD numérique en France, publié en 2018 aux Presses universitaires François-Rabelais. C'est d'ailleurs un extrait de ce travail qui est choisi en couverture.
Anthony Rageul publie l'article Pour une bande dessinée interactive sur Du9 en 2010. Il y défend une bande dessinée spécifiquement créée pour l'outil numérique et en utilisant les spécificités du médium. Il contribue ensuite épisodiquement au site.
Thomas Cadène évoque ainsi : « J’aurais pu faire n’importe quoi, de toute façon, comme il n’y avait presque que moi, on m’invitait. Les colloques très pointus invitaient Tony Rageul et GrandPapier et les autres, plus accessibles, moi. »
Anthony Rageul peine à trouver un directeur de thèse acceptant de travailler sur la bande dessinée. Il est accepté en doctorat dans son université d'origine. Sa thèse, co-dirigée par Ivan Toulouse (APP, Rennes 2) et Benoît Berthou (Labsic, Paris 13), est soutenue le 7 novembre 2014 et obtient la mention « Très honorable ».

## Publications

### Bandes dessinées
- L'Abominable bonhomme des neiges, 2 volumes, L’Égouttoir, 2006.
- Prise de tête, BD numérique, 2009.
- Le Pays du silence, L’Égouttoir, 2010.
- « Romuald et le tortionnaire », revue BleuOrange n°5, 2012.
- 61 façons de tuer un personnage de bande dessinée, Éditions Polystyrène, 2019.

### Recherche
Sélections d'articles et travaux
- Bande dessinée interactive: comment raconter une histoire ? Prise de tête, une proposition entre minimalisme, interactivité et narration, mémoire de Master, 2009.
- « Pour une bande dessinée interactive », Du9, février 2010[10].
- « Le numérique, c'est facile ! », Jade n°108u, éditions Six Pieds Sous Terre, 2011.
- La bande dessinée saisie par le numérique: Formes et enjeux du récit reconfiguré par l'interactivité, thèse soutenue en novembre 2014.